# ليلي بيرش
ليلي بيرش (بالإنجليزية: Leila Birch)‏ هي ممثلة بريطانية، ولدت في 1978 في لندن في المملكة المتحدة.

## وصلات خارجية
- ليلي بيرش على موقع IMDb (الإنجليزية)
- ليلي بيرش على موقع قاعدة بيانات الفيلم (الإنجليزية)